# Тубеншляк, Анна Давыдовна
А́нна Давы́довна Тубеншля́к (19 июня 1918 года — 3 сентября 2011 года) — российский режиссёр кино. Большую часть жизни работала на киностудии «Ленфильм», где, по оценке Петра Багрова, заслужила репутацию одного из лучших вторых режиссёров. Член Союза кинематографистов СССР (Ленинградское отделение).

## Биография
Режиссёрскую карьеру начала в 1930-е годы с должности помощника режиссёра в Ленинградском театре юного зрителя. Поступила в Ленинградский театральный институт, но образование не завершила. В 1939 году, окончив курсы монтажёров при «Ленфильме», перешла на киностудию, где вскоре заняла должность второго режиссёра. В годы ВОВ работала на Центральной объединённой киностудии, там зародилась необычная многолетняя дружба с кинооператором Андреем Москвиным.
Одной из основных обязанностей Анны Тубеншляк был подбор актёров, и в этом качестве её называют лучшим специалистом Советского Союза. Именно благодаря ей в кино пришли актёры, впоследствии определившие его новое лицо: Олег Стриженов, Анатолий Папанов, Олег Даль, с её подачи в «Деле Румянцева» по-новому раскрылся талант Евгения Леонова, ранее остававшийся незамеченным и, наконец, состоялся кинодебют Владимира Высоцкого в «713-й просит посадку» и Марины Неёловой в «Старой, старой сказке».
За свою долгую карьеру Анна Тубеншляк приняла участие в создании множества картин, включая «Ивана Грозного» в качестве помощника Сергея Эйзенштейна. Но наиболее важной работой для Анны Тубеншляк стал фильм-опера «Катерина Измайлова». К подбору актёров для этой картины режиссёр-постановщик Михаил Шапиро предъявлял дополнительные требования: претенденты помимо драматического таланта должны были обладать тембром, соответствующим голосу озвучивавшего их оперного певца или певицы.
 Когда же Галина Вишневская, исполнительница заглавной роли в фильме, написала письмо в поддержку А. И. Солженицына и оказалась в опале, фильм был забыт. Почти через 30 лет, к возвращению знаменитой певицы в Россию, Тубеншляк решила восстановить фильм, сумела добиться разрешения и сделалала это в одиночку.
На «Ленфильме» Анна Тубеншляк проработала до 80 лет, уволилась в конце 1990-х, не приняв произошедших на студии изменений. Умерла 3 сентября 2011 года в Санкт-Петербурге на 94-м году жизни.

## Избранная фильмография
- 1941 — Маскарад
- 1944 — Иван Грозный. 1-я серия
- 1945 — Иван Грозный. 2-я серия, прокат в 1958 году
- 1947 — Золушка
- 1955 — Дело Румянцева
- 1962 — 713-й просит посадку
- 1963 — Каин XVIII
- 1964 — Армия «Трясогузки»
- 1966 — Катерина Измайлова
- 1968 — Старая, старая сказка
- 1979 — Соловей
- 1992 — Прекрасная незнакомка Польша, Россия